# Atletismo nos Jogos Olímpicos de Verão de 2016 - Heptatlo feminino
A competição do heptatlo feminino do atletismo nos Jogos Olímpicos de Verão de 2016 aconteceu entre os dias 12 e 13 de agosto no Estádio Olímpico.

## Calendário
Horário local (UTC-3).
| Data                         | Horário | Fase                     |
| ---------------------------- | ------- | ------------------------ |
| Sexta, 12 de agosto de 2016  | 9:35    | 100 metros com barreiras |
| Sexta, 12 de agosto de 2016  | 10:50   | Salto em altura          |
| Sexta, 12 de agosto de 2016  | 20:35   | Arremesso de peso        |
| Sexta, 12 de agosto de 2016  | 22:05   | 200 metros               |
| Sábado, 13 de agosto de 2016 | 11:45   | Salto em distância       |
| Sábado, 13 de agosto de 2016 | 20:40   | Lançamento de dardo      |
| Sábado, 13 de agosto de 2016 | 22:50   | 800 metros               |

## Medalhistas
| Ouro   | BEL Nafissatou Thiam      |
| Prata  | GBR Jessica Ennis-Hill    |
| Bronze | CAN Brianne Theisen-Eaton |

## Recordes
Antes desta competição, os recordes mundiais e olímpicos da prova eram os seguintes:
| Tipo | Atleta               | Pontos | Local | Data                   |
| ---- | -------------------- | ------ | ----- | ---------------------- |
|      | Jackie Joyner-Kersee | 7291   | Seul  | 24 de setembro de 1988 |
|      | Jackie Joyner-Kersee | 7291   | Seul  | 24 de setembro de 1988 |

## Resultados
♦  A marca mais alta registrada em cada evento é destacada em amarelo com um símbolo de diamante.
| Pos.              | Atleta                        | PG     | 100 m         | SA           | AP           | 200 m         | SD           | LD           | 800 m         |
| ----------------- | ----------------------------- | ------ | ------------- | ------------ | ------------ | ------------- | ------------ | ------------ | ------------- |
| Medalha de ouro   | BEL Nafissatou Thiam          | 6810 , | 1041 13.56 s  | 1211 1.98 m♦ | 855 14.91 m♦ | 878 25.10 s   | 1033 6.58 m♦ | 921 53.13 m  | 871 2:16.54   |
| Medalha de prata  | GBR Jessica Ennis-Hill        | 6775   | 1149 12.84 s♦ | 1093 1.89 m  | 785 13.86 m  | 1030 23.49 s  | 956 6.34 m   | 784 46.06 m  | 978 2:09.07   |
| Medalha de bronze | CAN Brianne Theisen-Eaton     | 6653   | 1097 13.18 s  | 1054 1.86 m  | 757 13.45 m  | 963 24.18 s   | 1001 6.48 m  | 809 47.36 m  | 972 2:09.50   |
| 4                 | LAT Laura Ikauniece-Admidiņa  | 6617   | 1075 13.33 s  | 941 1.77 m   | 762 13.52 m  | 1004 23.76 s  | 887 6.12 m   | 975 55.93 m♦ | 973 2:09.43   |
| 5                 | GER Carolin Schäfer           | 6540   | 1106 13.12 s  | 1016 1.83 m  | 832 14.57 m  | 982 23.99 s   | 912 6.20 m   | 821 47.99 m  | 871 2:16.52   |
| 6                 | GBR Katarina Johnson-Thompson | 6523   | 1053 13.48 s  | 1211 1.98 m♦ | 640 11.68 m  | 1053 23.26 s♦ | 1010 6.51 m  | 598 36.36 m  | 958 2:10.47   |
| 7                 | CUB Yorgelis Rodríguez        | 6481   | 1034 13.61 s  | 1054 1.86 m  | 773 13.69 m  | 956 24.26 s   | 927 6.25 m   | 839 48.89 m  | 898 2:14.65   |
| 8                 | HUN Györgyi Zsivoczky-Farkas  | 6442   | 1008 13.79 s  | 1054 1.86 m  | 820 14.39 m  | 852 25.38 s   | 946 6.31 m   | 823 48.07 m  | 939 2:11.76   |
| 9                 | GER Jennifer Oeser            | 6401   | 1023 13.69 s  | 1054 1.86 m  | 813 14.28 m  | 888 24.99 s   | 908 6.10 m   | 806 47.22 m  | 909 2:13.82   |
| 10                | NED Anouk Vetter              | 6394   | 1055 13.47 s  | 941 1.77 m   | 846 14.78 m  | 987 23.93 s   | 880 6.10 m   | 830 48.42 m  | 855 2:17.71   |
| 11                | FRA Antoinette Nana Djimou    | 6383   | 1069 13.37 s  | 941 1.77 m   | 853 14.88 m  | 880 25.07 s   | 985 6.43 m   | 836 48.76 m  | 819 2:20.36   |
| 12                | USA Barbara Nwaba             | 6309   | 1005 13.81 s  | 1016 1.83 m  | 848 14.81 m  | 908 24.77 s   | 792 5.81 m   | 799 46.85 m  | 941 2:11.61   |
| 13                | NED Nadine Broersen           | 6300   | 1041 13.56 s  | 941 1.77 m   | 797 14.04 m  | 892 24.94 s   | 896 6.15 m   | 876 50.80 m  | 857 2:17.55   |
| 14                | GER Claudia Rath              | 6270   | 1031 13.63 s  | 903 1.74 m   | 716 12.83 m  | 935 24.48 s   | 1023 6.55 m  | 656 39.39 m  | 1006 2:07.22  |
| 15                | COL Evelis Aguilar            | 6263   | 1001 13.84 s  | 903 1.74 m   | 767 13.60 m  | 969 24.12 s   | 921 6.23 m   | 800 46.90 m  | 902 2:14.32   |
| 16                | HUN Xénia Krizsán             | 6257   | 1027 13.66 s  | 941 1.77 m   | 779 13.78 m  | 865 25.24 s   | 874 6.08 m   | 856 49.78 m  | 915 2:13.46   |
| 17                | USA Kendell Williams          | 6221   | 1118 13.04 s  | 1016 1.83 m  | 609 11.21 m  | 972 24.09 s   | 946 6.31 m   | 685 40.93 m  | 875 2:16.24   |
| 18                | USA Heather Miller            | 6213   | 1041 13.56 s  | 978 1.80 m   | 721 12.91 m  | 890 24.97 s   | 899 6.16 m   | 672 40.25 m  | 1012 2:06.82♦ |
| 19                | NED Nadine Visser             | 6190   | 1121 13.02 s  | 830 1.68 m   | 717 12.84 m  | 948 24.34 s   | 959 6.35 m   | 715 42.48 m  | 900 2:14.47   |
| 20                | BAR Akela Jones               | 6173   | 1124 13.00 s  | 1093 1.89 m  | 800 14.09 m  | 947 24.35 s   | 943 6.30 m   | 706 42.00 m  | 560 2:41.12   |
| 21                | AUT Ivona Dadic               | 6155   | 1001 13.84 s  | 941 1.77 m   | 756 13.43 m  | 924 24.60 s   | 865 6.05 m   | 784 46.08 m  | 884 2:15.64   |
| 22                | CZE Eliška Klučinová          | 6077   | 968 14.07 s   | 978 1.80 m   | 821 14.41 m  | 853 25.37 s   | 874 6.08 m   | 797 46.73 m  | 786 2:22.81   |
| 23                | BRA Vanessa Chefer            | 6024   | 945 14.24 s   | 830 1.68 m   | 731 13.06 m  | 970 24.11 s   | 880 6.10 m   | 764 45.05 m  | 904 2:14.20   |
| 24                | CZE Kateřina Cachová          | 5958   | 1096 13.19 s  | 941 1.77 m   | 686 12.38 m  | 950 24.32 s   | 822 5.91 m   | 625 37.77 m  | 838 2:18.95   |
| 25                | UKR Hanna Kasyanova           | 5951   | 1027 13.66 s  | 941 1.77 m   | 744 13.25 m  | 924 24.60 s   | 813 5.88 m   | 631 38.10 m  | 871 2:16.58   |
| 26                | PUR Alysbeth Félix            | 5805   | 968 14.07 s   | 830 1.68 m   | 619 11.36 m  | 911 24.74 s   | 918 6.22 m   | 671 40.17 m  | 888 2:15.32   |
| 27                | GRE Sofia Yfantidou           | 5613   | 980 13.99 s   | 795 1.65 m   | 725 12.97 m  | 769 26.32 s   | 703 5.51 m   | 949 54.57 m  | 692 2:30.08   |
| 28                | UKR Alina Fyodorova           | 5038   | 964 14.10 s   | 978 1.80 m   | 819 14.38 m  | 847 25.4 s    | 850 6.00 m   | 580 35.44 m  | 0 DNF         |
| 29                | NGR Uhunoma Osazuwa           | 4916   | 1014 13.75 s  | 941 1.77 m   | 737 13.15 m  | 917 24.67 s   | 765 5.72 m   | 542 33.42 m  | 0 DQ          |
| –                 | UZB Ekaterina Voronina        | 1609   | 814 15.21 s   | 795 1.65 m   | DNS          | DNS           | DNS          | DNS          | DNS           |
| –                 | EST Grit Šadeiko              | DNF    | 0 DNF         | DNS          | DNS          | DNS           | DNS          | DNS          | DNS           |

Legenda
| Recorde mundial      | Recorde mundial (World record)               |                       | Recorde africano                      | Recorde africano (African) |                                           | Q | Classificado por posição (Qualified) |
| Recorde olímpico     | Recorde olímpico (Olympic record)            | Recorde da América    | Recorde da América (Americas)         | q                          | Classificado por melhor tempo (Qualified) |   |                                      |
| Melhor marca do ano  | Melhor marca do ano (World leading)          | Recorde asiático      | Recorde asiático (Asian)              | DNS                        | Não largou (Did not start)                |   |                                      |
| Recorde nacional     | Recorde nacional (National record)           | Recorde europeu       | Recorde europeu (European)            | DNF                        | Não terminou (Did not finish)             |   |                                      |
| Recorde pessoal      | Recorde pessoal do atleta (Personal best)    | Recorde da Oceania    | Recorde da Oceania (Oceania)          | DSQ / DQ                   | Desclassificado (Disqualified)            |   |                                      |
| Recorde da temporada | Recorde da temporada do atleta (Season best) | Recorde sul-americano | Recorde sul-americano (South America) | NM                         | Sem marca (No mark)                       |   |                                      |